# Tomas Tamošauskas
Tomas Tamošauskas (Gargždai, 22 maggio 1983) è un allenatore di calcio ed ex calciatore lituano, centrocampista, allenatore del Banga Gargždai.

## Palmarès

### Calciatore

#### Club
- Campionato lettone: 1

Metalurgs Liepāja: 2009